# Myrtopsis novae-caledoniae
Myrtopsis novae-caledoniae är en vinruteväxtart som beskrevs av Adolf Engler. Myrtopsis novae-caledoniae ingår i släktet Myrtopsis och familjen vinruteväxter. Inga underarter finns listade i Catalogue of Life.